# Лливарх ап Хивайд
Лливарх ап Хивайд (валл. Llywarch ap Hifaidd; умер в 904) — король Диведа (893—904).

## Биография
Лливарх был старшим сыном и наследником короля Диведа Хивайда. При Лливархе Дивед попал в зависимость от Сейсиллуга, так как Ранхарад верх Бледриг, тётя Лливарха, была женой Каделла ап Родри. Двоюродная сестра Лливарха, Элейн верх Алет, стала женой Тудвалла Хромого, сына Родри Уэльского, а дочь Лливарха, Элейн, вышла замуж за своего двоюродного брата Хивела Доброго.
Лливарх умер в 904 году и ему наследовал его брат Родри.